# 1337x
1337x هو موقع ويب يوفر دليلًا لملفات التورنت وروابط التورنت المستخدمة لمشاركة الملفات من نظير إلى نظير من خلال بروتوكول بت تورنت. وفقًا لمدونة أخبار تورنت فريك، فإن 1337x هو ثالث أشهر مواقع التورنت اعتبارًا من عام 2021.

## تاريخ
تم تأسيس 1337x في عام 2007 حيث شهد شعبية متزايدة في عام 2016 بعد إغلاق موقع كيك اس تورنت. في أكتوبر 2016، عرض إعادة تصميم موقع إلكتروني بوظائف جديدة. الموقع ممنوع من استعلامات بحث جوجل ولا يظهر عند البحث من خلال بحث جوجل. تم اتخاذ هذا الإجراء بناءً على طلب من فيلقوود انترتايمنت في عام 2015. في نفس العام، انتقل الموقع جزئيا من نطاق .pl الأقدم إلى .to ، من أجل التهرب من الحظر.
يمكن مقارنة تصميم 1337x بـتصميم h33t الذي تعرض للإبادة. تم الترويج له كبديل لبايرت باي تحسبا لزواله المحتمل.

## روابط خارجية
- الموقع الرسمي